# 박용옥
박용옥(朴庸玉, 1942년 9월 15일 평안남도 평원군 ~ )은 대한민국 육군 군인, 관료이다. 경기고등학교를 졸업하였으며, 육군사관학교 21기이다. 육군사관학교 교수 등을 지냈으며, 중대장 이상의 야전 지휘관 경험이 없이 중장까지 진급하였다.
1999년 5월 26일부터 2000년 8월 11일까지 제30대 국방부 차관을 역임했다. 2009년 11월부터 2013년 9월까지 대한민국 정부에서 임명한 제15대 이북5도위원회 평안남도지사를 역임했다.